# Arma de fisión intensificada

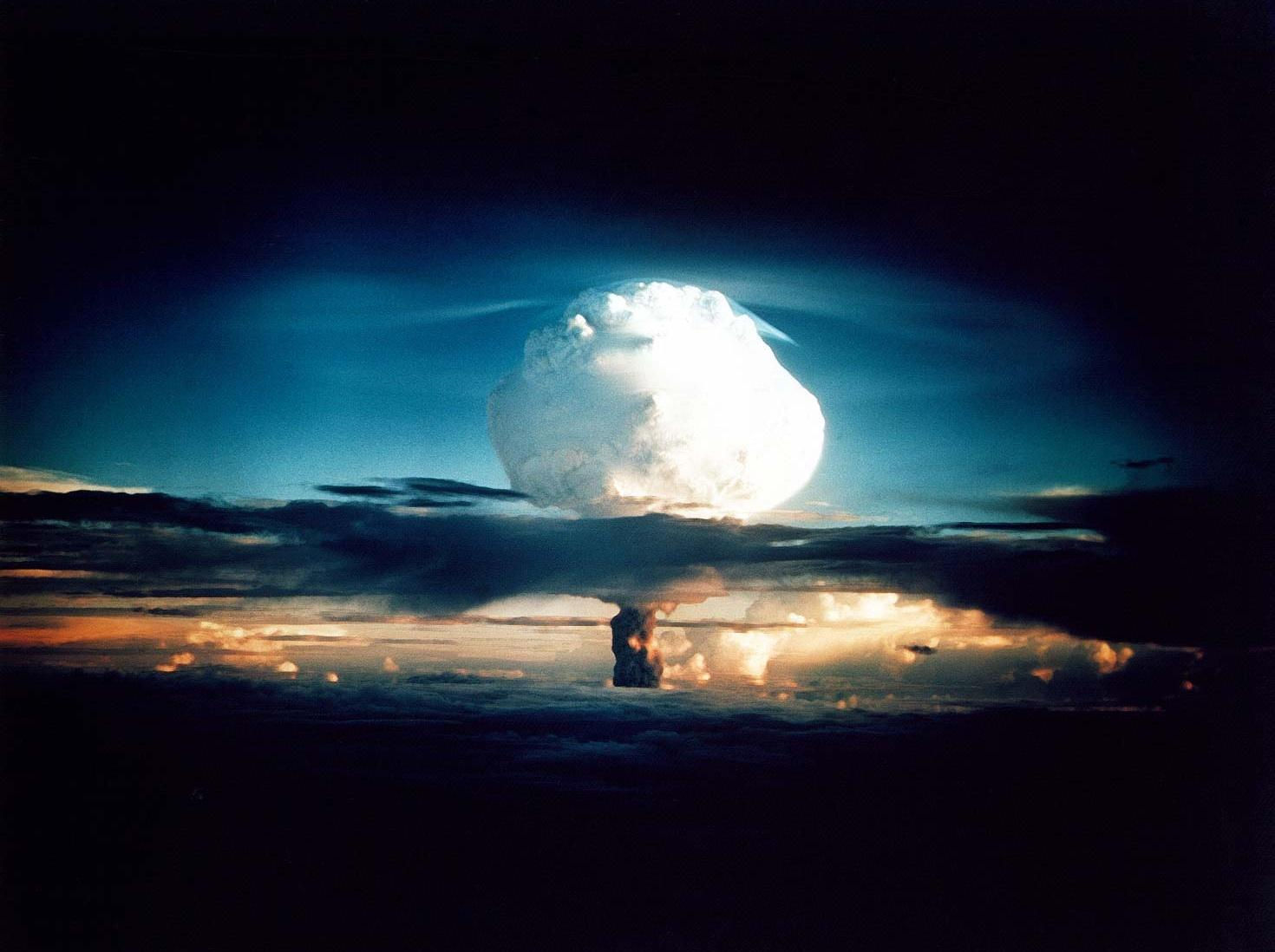
Ivy Mike, la primera detonación nuclear de su tipo, de 10.4 megatones, 1 de noviembre de 1952.

Un arma de fisión intensificada se refiere generalmente a un tipo de arma nuclear que utiliza una pequeña cantidad de combustible para aumentar la velocidad de fusión (y por tanto la potencia) de una reacción de fisión. Los neutrones liberados por la reacción de fusión se agregan no solo a los neutrones liberados por la fisión, sino que también inducen reacciones de fisión posteriores, liberando más neutrones. La tasa de fisión se aumenta a valores muy altos, lo que permite una gran cantidad de material fisible se someta a la fisión del núcleo antes de ser desmontado de forma explosiva. El proceso de fusión en sí contribuye solo una pequeña cantidad de energía (aproximadamente el 1%) para el proceso.
La idea de impulsar este tipo de arma fue originalmente desarrollada entre finales de 1947 y finales de 1949 en el Laboratorio Nacional de Los Álamos de la Universidad de California en Nuevo México, Estados Unidos.
Se cree que un arma de este tipo fue utilizada en la prueba nuclear de Corea del Norte de 2016.